# Мураканское
Мураканское — крупное озеро в Приморском районе Архангельской области.
Озеро находится в низменной части Онежского полуострова на Летнем берегу, в 9 км к юго-востоку от деревни Яреньга и в 12 км к западу от посёлка Пертоминск. Площадь озера — 16,6 км², площадь водосбора — 39,3 км². На озере не имеется островов. Озеро окружено болотами, крупных притоков нет. Из Мураканского вытекает одна река — Сосновка (впадает в Двинскую губу Белого моря). Южнее озера находится Унская губа Белого моря. В 2006 году, в рамках экспедиции по исследованию на Онежском полуострове мест, где планировалось создание национального парка Онежское Поморье, молодёжной экологической организацией «Этас» на озере была проведена масштабная уборка мусора.

## Топографическая карта
- Лист карты Q-37-27,28 озеро  Песочное. Масштаб: 1 : 100 000. Состояние местности на 1983 год. Издание 1990 г.